# يان مينير
يان مينير (بالألمانية: Jan Männer)‏ هو لاعب كرة قدم ألماني في مركز الوسط، ولد في 27 أكتوبر 1982 في إمندينغن في ألمانيا. شارك مع منتخب ألمانيا تحت 21 سنة لكرة القدم. أما مع النوادي، فقد لعب مع بادربورن 07 ونادي فرايبورغ ونادي كارلسروه.

## وصلات خارجية
- يان مينير على موقع قاعدة بيانات كرة القدم.إي يو (الإنجليزية)
- يان مينير على موقع عالم كرة القدم.نت (الإنجليزية)